# X-Men: Apocalipse
X-Men: Apocalypse (bra/prt: X-Men: Apocalipse) é um filme de super-herói norte-americano de 2016, baseado na equipe homônima da Marvel Comics. É o nono filme da série de filmes X-Men, sendo a sequência direta de X-Men: Days of Future Past, de 2014, tendo seu enredo ambientado no início da década de 1980. Bryan Singer dirige seu quarto filme da franquia, com roteiro de Simon Kinberg a partir de uma história que ele concebeu com Singer, Dan Harris, e Michael Dougherty. O filme apresenta um elenco estrelado por James McAvoy, Michael Fassbender, Jennifer Lawrence, Nicholas Hoult, Rose Byrne e Lucas Till reprisando seus papéis, enquanto Oscar Isaac faz o vilão-título. Olivia Munn, Evan Peters, Kodi Smit-McPhee, Sophie Turner, Tye Sheridan, Alexandra Shipp, Josh Helman, Lana Condor e Ben Hardy completam o elenco.
O filme foi anunciado por Bryan Singer em dezembro de 2013 com Kinberg, Dougherty e Harris ligados a desenvolver a história. A escolha do elenco começou em outubro de 2014 e fotografia principal começou em abril de 2015, em Montreal, no Canadá. X-Men: Apocalypse foi lançado em 19 de maio de 2016.
Após Apocalypse, em março de 2017, estreou Logan. Terceira maior bilheteria da série de filmes X-Men e aclamado pela crítica especializada, o filme marcou a despedida de Hugh Jackman do personagem Wolverine.

## Enredo
O mutante En Sabah Nur, conhecido como Apocalipse, que governava o antigo Egito no ano de 3 600 a.C. está prestes a mudar o seu corpo em uma cerimônia para preservar a sua imortalidade. Mas durante a cerimônia, ele é traído por alguns de seus adoradores que tentam matá-lo antes que transferência seja concluída, mas seus guerreiros, os Quatro Cavaleiros, conseguem matá-los e protegê-lo até que a transformação fique completa, mas acabam morrendo durante a tarefa e En Sabah Nur é enterrado vivo, em uma espécie de tumba. O mesmo é despertado em 1983, quando a agente da CIA, Moira MacTaggert, descobre um culto religioso no local em que ele foi enterrado. Acreditando que sem a sua presença a humanidade perdeu o seu caminho, ele decide purificar o mundo, transformando-o em uma nova ordem, e então, começa a recrutar seus novos Cavaleiros, começando com a jovem ladra Ororo Munroe no Cairo, ampliando seus poderes climáticos.
Numa escola em Columbus, o jovem Scott Summers desperta seus poderes mutantes após destruir o banheiro da escola com seus raios ópticos. Seu irmão, Alex, um ex-X-Men leva Scott para o Instituto Xavier, onde ele é matriculado e conhece a bela telepata Jean Grey, com quem se apaixona.
Em Berlim Oriental, Mística resgata o mutante teleportador Kurt Wagner, o Noturno, em um clube de luta subterrânea, e com a ajuda de Caliban, descobre que Magneto tornou-se o homem mais procurado do mundo pelas autoridades globais após o incidente em Washington D.C.. Ela resolve, então, ir até o Instituto Xavier, com a ajuda de Kurt, para convencer Xavier a procurá-lo. En Sabah Nur e Ororo, descobrem o mutante alado Anjo e a habilidosa Psylocke, e ambos se tornam Cavaleiros e também tem seus poderes ampliados.
Na Polônia, Erik Lehnsherr vive em paz com sua mulher e sua filha, quando policiais aparecem para prendê-lo por causa do incidente em Washington, D.C.. Durante o confronto, sua filha e esposa são mortas, e, em um acesso de fúria, Erik mata os policiais. En Sabah Nur aparece e o leva para Auschwitz, o local onde seus poderes se manifestaram pela primeira vez em sua juventude, ampliando em seguida seus poderes e transformando-o no quarto Cavaleiro.
En Sabah Nur entra na mente de Xavier enquanto ele está usando o Cérebro para encontrar Erik e o utiliza para lançar mísseis ao espaço para evitar interferências, depois o sequestra. Ao tentar impedir a sua saída, Alex acidentalmente destrói a Mansão X. Coincidentemente Mercúrio chega e consegue tirar todos da mansão em tempo durante a explosão, exceto Alex, que acaba morto. O coronel William Stryker chega à Mansão X após um chamado de Moira, porém ele tem outros interesses e rapta Raven, Moira, Pietro e Fera para sua instalação militar no lago Alkali. Jean, Scott e Kurt seguem-os e conseguem libertá-los com a ajuda da Wolverine, um experimento de Stryker, e Jean restabelece parte de sua memória perdida.
No Cairo, a pedido de En Sabah Nur, Erik usa seus novos poderes para controlar o metal em escala global e destruir o que a humanidade construiu. En Sabah Nur planeja transferir sua consciência para o corpo de Xavier, porém, numa mensagem ao mundo, o mesmo usa a ocasião para enviar um pedido de socorro oculto para Jean. Os X-Men partem para o Cairo, onde eles lutam contra os Quatro Cavaleiros. Durante o processo de transferência, Xavier perde seu cabelo e Kurt consegue resgatá-lo. Na batalha, Psylocke foge e Anjo é derrotado pelos X-Men. Erik e Ororo mudam de lado para destruir En Sabah Nur e após a clemência de Xavier, Jean libera sua força em larga escala e aparentemente "destroi" Apocalipse, mas na verdade ele apenas se auto-desintegrou no ar usando seu controle molecular, sendo assim En Sabah Nur permaneceu vivo, portanto enfraquecido e com a necessidade de recuar para recuperar sua força e futuramente se vingar. Xavier restaura a memória de Moira.
De volta a América, Erik e Jean reconstroem a Mansão X, que agora tem Pietro e Ororo como alunos. Apesar da tentativa de manter Erik junto com eles, ele decide partir, enquanto Mística torna-se instrutora dos novos X-Men, ao lado do Fera.
Em uma cena pós-créditos, a base de Stryker é vasculhada por homens da Corporação Essex que recolhe todas as evidências sobre o projeto Arma X.

## Elenco
- James McAvoy como Charles Xavier / Professor X:[4] Um pacifista mutante telepata e mais poderoso do mundo. Ele é o fundador da Escola Xavier para Jovens Superdotados.[5] McAvoy raspou a cabeça para o papel.[6]
- Michael Fassbender como Erik Lehnsherr / Magneto:[7] Um mutante com a capacidade de controlar e manipular campos magnéticos de metal e um dos cavaleiros do apocalipse, como deu a entender no trailer que foi mostrado em 2015 San Diego Comic-Con.[8][9] Erik terá esposa e uma casa na Polônia, tentando ter uma vida normal.
- Jennifer Lawrence como Raven Darkhölme / Mística: Uma mutante com capacidades metamórficas. Segundo Singer, Raven é sobre ela própria, ajudando mutantes que são oprimidos ou escravizados, incluindo Noturno. Lawrence disse que "ela ouve sobre o que aconteceu com Erik e ela quer procurá-lo e ajudá-lo."[10]
- Oscar Isaac como En Sabar Nur / Apocalipse: Um mutante antigo nascido com uma variedade de habilidades sobre-humanas que se somaram-se ainda mais após a fusão com a tecnologia Celestial. Isaac descreveu Apocalipse como a "força criativa / destrutiva da Terra." Ele acrescentou: "Quando as coisas começam a dar errado, ou quando as coisas parecem que não estão se movendo em direção a evolução, [Apocalipse] destrói essas civilizações."
- Sophie Turner como Jean Grey: Uma mutante adolescente que está com medo de seu poder telepático e tele-cinético e uma das alunas mais premiadas de Charles Xavier.[11] Turner afirma que ela foi escalada para o filme por causa do "lado negro" de sua personagem Sansa Stark em Game of Thrones. Ela compara Jean para Sansa e descreveu ser um pária no mundo humano, que luta com seu poder e presente, da mesma forma Sansa sentiu que queria viver uma vida normal.[12] Turner aprendeu tiro com arco em preparação para o papel.[13]
- Nicholas Hoult como Hank McCoy / Fera: Um mutante com pele azul, pés preênseis e força sobre-humana, agilidade e reflexos.[14]
- Rose Byrne como Moira MacTaggert:[15] Uma agente da CIA que conheceu Xavier em First Class, onde ele limpou as memórias dela no final. Simon Kinberg escritor disse que eles são "essencialmente estranhos" quando eles se encontram neste filme.
- Tye Sheridan como Scott Summers / Ciclope[16] : Um mutante adolescente que pode projetar feixes de energia de seus olhos e veste uma viseira ou óculos de sol para controlá-los. Sheridan descreve Ciclope como "irritado e um pouco perdido." Ele acrescentou: "Ele está agora a aprender sobre ser um mutante e tentando lidar com seus poderes."[17]
- Alexandra Shipp como Ororo Monroe / Tempestade: Um mutante adolescente que pode controlar o tempo e um dos cavaleiros de Apocalipse insinuado no trailer que foi mostrado em 2015 San Diego Comic-Con.[8][18] Shipp raspou a cabeça parcialmente, e ostentava um penteado moicano para o papel.[19][20] Segundo Singer, Apocalipse encontra Tempestade adolescente vivendo nas ruas do Cairo.[21]
- Evan Peters como Peter Maximoff / Mercúrio: Um jovem mutante que pode se mover a uma velocidade sobre-humana,[22] e filho de Magneto.[23]
- Kodi Smit-McPhee como Kurt Wagner / Noturno: Um mutante alemão[11] teletransportador mutante e um dos novos alunos de Charles Xavier.[24] Singer disse que Noturno é salvo por Raven e ele é um alívio cômico.[25]
- Olivia Munn como Betsy Braddock / Psylocke: Uma mutante e um dos cavaleiros do apocalipse, como sugeriu o trailer que foi mostrado em 2015 na San Diego Comic-Con.[26] Ela praticou luta de espadas em preparação para o papel.
- Lucas Till como Alex Summers / Destrutor: Um mutante que tem a capacidade de absorver energia e liberá-lo com força destruidora. Irmão mais velho de Ciclope.
- Josh Helman como William Stryker:[27] Um militar que odeia os mutantes.[28]
- Lana Condor como Jubilation Lee / Jubileu: Uma estudante de moda na Escola Xavier que pode gerar energia pirotécnica[29] com as mãos.[11]
- Ben Hardy como Warren Worthington III / Anjo / Arcanjo: Um mutante alado e um dos cavaleiros do apocalipse, como sugeriu o trailer que foi mostrado em 2015 na San Diego Comic-Con.[8][30] Hardy praticou paraquedismo em preparação para o seu papel.[31] Segundo Singer, Anjo se encontra em um clube da luta em Berlim.[21] Dublado por Thadeu Matos.
- Hugh Jackman como Logan / Arma X: Logan tem uma cena no filme, mostrando uma origem mais fiel aos quadrinhos. Na cena Stryker havia feito uma lavagem cerebral em Logan e este, sem controle de suas reações agressivas, enlouqueceu e matou algumas pessoas. Mas Jean Grey o ajuda a recuperar a sanidade mental.
- "Giant" Gustav Claude Ouimet como Freddy Dukes / Blob: O mutante tem uma cena onde luta contra Arcanjo em um ringue de luta e é nocauteado. Foi a segunda aparição do mutante no cinema, a última foi em X-Men Origens: Wolverine, interpretado por Kevin Durand. No filme, Blob aparece com seu traje dos quadrinhos.

## Dublagem brasileira
- Estúdio de dublagem: Delart[32]

## Produção

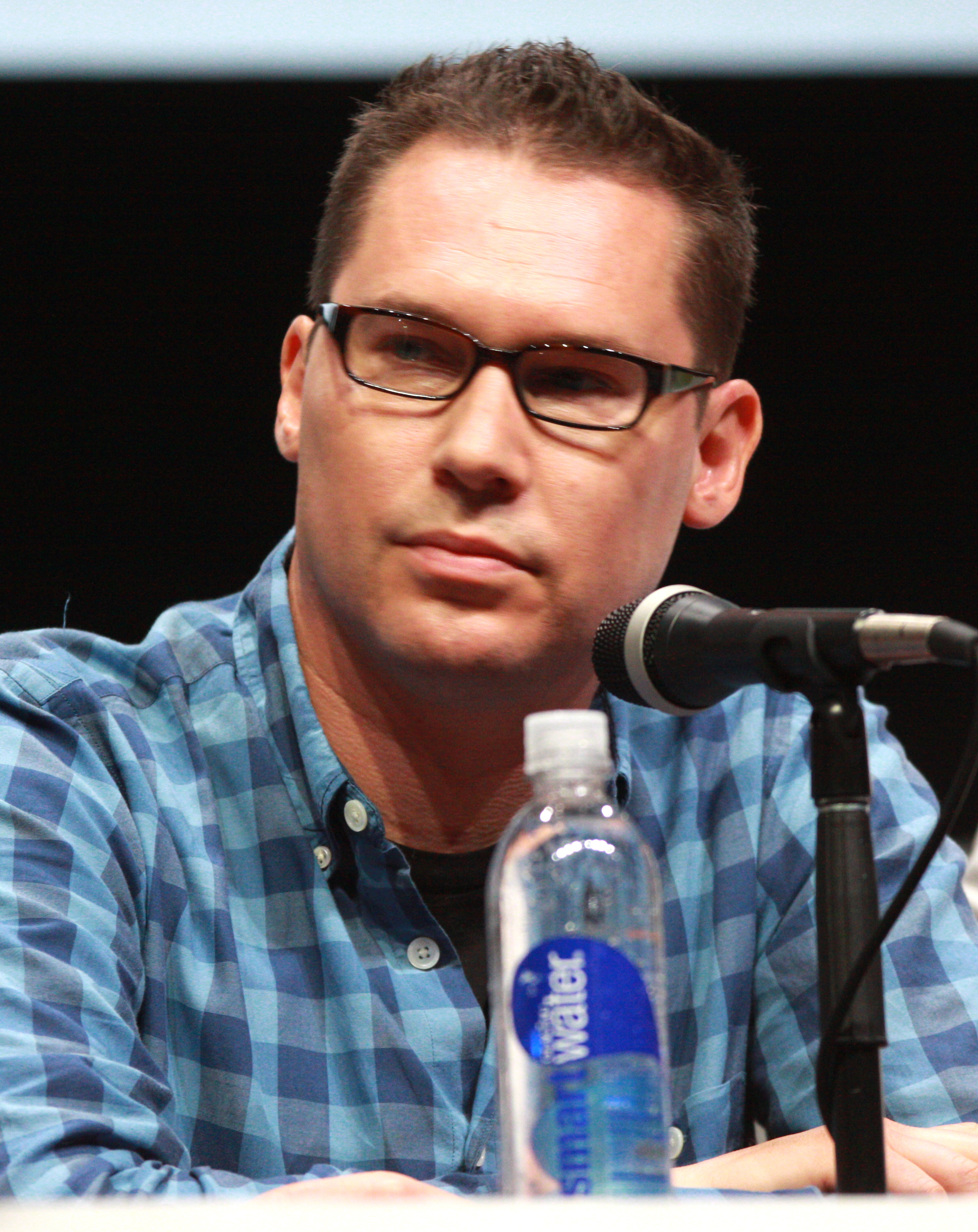
Bryan Singer na Comic Con em San Diego, Califórnia, em 2013

### Desenvolvimento
Em dezembro de 2013, Bryan Singer anunciou X-Men: Apocalypse no serviço de rede social Twitter para um 27 de maio de 2016 release. No mesmo mês, Simon Kinberg, Dan Harris e Michael Dougherty foram revelados por Singer para ser anexado a trabalhar na história do filme. Segundo Singer, o filme vai centrar-se sobre a origem dos mutantes e contará com as versões mais jovens de Ciclope, Jean Grey, e Storm. Singer também disse que ele estava considerando Gambit e uma versão mais jovem de Noturno para aparecer. De acordo por Kinberg, que terá lugar em 1983 e completará uma trilogia que começou com 2011 de X-Men: First Class. Ele também disse que o filme se passa 20 anos antes de X-Men: O Filme Em setembro de 2014, a 20th Century Fox anunciou oficialmente que Singer vai dirigir o filme. Singer chamou o filme "uma espécie de conclusão de seis filmes de X-Men, mas um renascimento potencial de jovens, personagens mais recentes" e o "verdadeiro nascimento dos X-Men".

### Escolha do Elenco
Em outubro de 2014, lançando para X-Men: Apocalypse começou. Em novembro, Singer confirmou que Oscar Isaac seria Apocalipse. Em janeiro de 2015, Singer anunciou que Alexandra Shipp, Sophie Turner, e Tye Sheridan seriam os jovens Tempestade, Jean, e Ciclope. No mesmo mês, Kinberg confirmou que Rose Byrne iria reprisar seu papel como Moira MacTaggert no filme. Em fevereiro, Kodi Smit-McPhee foi escalado como Noturno e Ben Hardy foi escalado para ser o Anjo. Em março, Singer anunciou que Lana Condor foi escalado como Jubilation Lee. Em abril, Singer confirmou que Hardy vai retratar Angel, Olivia Munn vai retratar Psylocke, e Lucas Till vai voltar como Destrutor. Em maio, Singer anunciou que o mutante Caliban aparece no filme. Em julho, McAvoy revelou a Conan O'Brien que Josh Helman está no filme como William Stryker.

### Filmagens
As filmagens principais começaram em 27 de abril de 2015 em Montreal, Canadá, e terminaram em agosto do mesmo ano. Filmagens extras ocorreram em janeiro de 2016. Sete companhias trabalharam nos efeitos visuais.

## Recepção
X-Men: Apocalipse dividiu a crítica. No site compilador Rotten Tomatoes, o filme tem aprovação de 48% a partir de 217 resenhas, enquanto no Metacritic a nota geral é 52 em 100 baseado em 48 críticas. Em ambos os sites a aprovação é a segunda pior dos filmes dos X-Men, abaixo apenas de X-Men Origens: Wolverine.
Estreando em 73 mercados, inclusive Brasil e Portugal, na terceira semana de maio de 2016, Apocalipse faturou US$103.3 milhões no seu primeiro fim de semana. Na semana seguinte, estreou na América do Norte com faturamento de US$65 milhões em três dias.

## Sequência
Em maio de 2016, o roteirista Simon Kinberg afirmou que o próximo filme da série de filmes X-Men será ambientado na década de 1990, e já conversa sobre fazer uma nova versão de A Saga da Fênix Negra, muito mais próxima do material de origem, como tornada possível pela novo cronologia alterada; uma abordagem que é financeiramente e criticamente bem recebida no filme Deadpool. Singer disse que quer fazer um filme de X-Men no espaço, e mencionou querer ter Kevin MacTaggert / Proteus como um vilão futuro, algo que é sugerido por Moira MacTaggert que tem um filho em X-Men: Apocalypse Kinberg confirmou que a cena pós-créditos é uma dica do que está por vir em futuros filmes da franquia, com a possível aparição do vilão Dr. Nathaniel Essex / Sr. Sinistro ou ainda clones dos personagens, mais esperada a X-23, clone de Wolverine, já que Logan será o último com Hugh Jackman no papel. Singer confirmou ao Comic Book Resources que ele estará afastando-se de um filme da série, mas vai voltar para um filme futuro.

## Linha do tempo
Linha do Tempo (Presente):
X-Men: Primeira Classe (Ano de 1963)
X-Men Origens: Wolverine (prelúdio ambientado em 1845, história principal em 1979)
X-Men: O Filme (ano de 2000)
X-Men 2 (ano de 2003)
X-Men: O Confronto Final (ano de 2006)
Wolverine - Imortal (ano de 2011)
Linha do Tempo (Logan):
Logan (Ano de 2029)
Deadpool & Wolverine (Ano posterior à 2029)
Linha do Tempo (Revisada):
X-Men: Primeira Classe (Ano de 1962)
X-Men: Dias de Um Futuro Esquecido (Passado; Ano de 1973)
X-Men: Apocalipse (Ano de 1983)
X-Men: Fênix Negra (Ano de 1992)
Deadpool (Ano de 2016)
Deadpool 2 (Ano de 2018)
X-Men: Dias de um Futuro Esquecido (Futuro; Ano de 2023)
Deadpool & Wolverine (Ano de 2024)

OBS: X-Men: Dias de Um Futuro Esquecido alterou ambas as linhas do tempo. A linha do tempo do passado e futuro se separaram e cada uma tomou um rumo diferente, deixando de depender uma da outra.